# Charles Hepburn-Stuart-Forbes-Trefusis (20. baron Clinton)
Charles Henry Rolle Hepburn-Stuart-Forbes-Trefusis (ur. 2 marca 1834 w Rzymie, zm. 29 marca 1904 w Kairze), brytyjski arystokrata i polityk, syn Charlesa Trefusisa, 19. barona Clinton, i lady Elizabeth Kerr, córki 6. markiza Lothian.
Urodził się jako Charles Henry Rolle Trefusis. Wykształcenie odebrał w Eton College i w Christ Church w Oksfordzie w latach 1852–1856. Od 1857 do 1866 r. zasiadał w Izbie Gmin jako reprezentant okręgu North Devon z ramienia Partii Konserwatywnej. Po śmierci ojca w 1866 r. odziedziczył tytuł barona Clinton i zasiadł w Izbie Lordów. W 1867 r. zmienił nazwisko na Hepburn-Stuart-Forbes-Trefusis. W lipcu 1867 r. został podsekretarzem stanu w ministerstwie ds. Indii. Pozostał na tym stanowisku do upadku konserwatywnego rządu w 1868 r. Nigdy już nie piastował stanowisk politycznych. W latach 1874–1880 był komisarzem dobroczynności. W latach 1887–1904 był Lordem Namiestnikiem Devon.
29 lipca 1858 r. w Fasque w hrabstwie Kincardineshire poślubił Harriet Hepburn-Forbes (17 maja 1835–4 lipca 1869), córkę sir Johna Hepburn-Forbesa, 8. baroneta, i lady Harriet Kerr, córki 6. markiza Lothian. Charles i Harriet mieli razem dwóch synów i trzy córki:
- Ada Harriet Hepburn-Stuart-Forbes-Trefusis (1860–14 października 1945)
- Mary Elizabeth Hepburn-Stuart-Forbes-Trefusis (1862–7 czerwca 1954)
- Charles John Robert Hepburn-Stuart-Forbes-Trefusis (18 stycznia 1863–5 lipca 1957), 21. baron Clinton
- podpułkownik Henry Walter Hepburn-Stuart-Forbes-Trefusis (8 grudnia 1864–2 czerwca 1948), ożenił się z lady Mary Lygon, miał dzieci
- Margaret Adela Hepburn-Stuart-Forbes-Trefusis (1866–20 marca 1939), żona Leonarda White-Thomsona, nie miała dzieci

30 marca 1875 r. w Uffculme w hrabstwie Devon poślubił Margaret Walrond (16 listopada 1850–19 stycznia 1930), córkę sir Johna Walronda, 1. baroneta, i Francis Hood, córki 2. barona Bridport. Charles i Margaret mieli razem czterech synów i trzy córki:
- Edith Hepburn-Stuart-Forbes-Trefusis (12 lutego 1876–13 kwietnia 1934)
- generał-brygadier John Frederick Hepburn-Stuart-Forbes-Trefusis (14 stycznia 1878–24 października 1915), zmarł z ran odniesionych podczas I wojny światowej
- Walter Alexander Hepburn-Stuart-Forbes-Trefusis (1 lipca 1879–11 lipca 1926), ożenił się z Marjorie Graham, nie miał dzieci
- Schomberg Charles Hepburn-Stuart-Forbes-Trefusis (22 marca 1882–11 października 1974), ożenił się z Beatrice Trefusis, nie miał dzieci
- Evelyn Mary Hepburn-Stuart-Forbes-Trefusis (3 lipca 1883–5 stycznia 1963), żona pułkownika Harry’ego Ravenhilla, miała dzieci
- Robert Henry Hepburn-Stuart-Forbes-Trefusis (1 lipca 1888–1 lipca 1958), ożenił się z lady Dorothy Herbert, miał dzieci
- Harriet Margaret Hepburn-Stuart-Forbes-Trefusis (20 marca 1891–2 lutego 1975), żona podpułkownika Eutace'a Morrisona-Bella, miała dzieci

Lord Clinton zmarł w 1904 r. Został pochowany 4 maja 1904 r. na cmentarzu w Heanton Satchville w hrabstwie Devon. Tytuł barona Clinton odziedziczył jego najstarszy syn.